# كينجي تسوروتا
كينجي تسوروتا (باليابانية: 鶴田 謙二) مانغاكا ياباني، ولد يوم 9 أيار 1961 في هاماماتسو، محافظة شيزوؤكا.

## أعماله
- سبيريت اوف وندر (باليابانية: スピリットオブワンダー)
- جزيرة الضياع (باليابانية: 冒険エレキテ島)

## روابط خارجية
- كينجي تسوروتا على موقع IMDb (الإنجليزية)
- كينجي تسوروتا على موقع ميوزك برينز (الإنجليزية)
- كينجي تسوروتا على موقع قاعدة بيانات الفيلم (الإنجليزية)
- كينجي تسوروتا على موقع ANN person (الإنجليزية)